# مقاطعة براغ-غرب
مقاطعة براغ-غرب (أو ضاحية غرب براغ) (بالتشيكية: Okres Praha-západ)‏ هي مقاطعة (أوكريس) في إقليم بوهيميا الوسطى في جمهورية التشيك.
عاصمة هذه المقاطعة هي مدينة براغ.

## اقرأ أيضاً
- مقاطعات جمهورية التشيك